# Tomas Pettersson
Tomas Rune Pettersson, auch Tomas Fåglum Pettersson, (* 15. Juni 1947 in Vårgårda) ist ein ehemaliger schwedischer Radrennfahrer.
Tomas Petterson war einer der vier Fåglum-Brüder, die als Team in den 1960er Jahren das Mannschaftszeitfahren auf der Straße dominierten. Dreimal wurden die Brüder in dieser Disziplin gemeinsam Weltmeister, 1967, 1968 und 1969. Bei den Olympischen Spielen 1968 errangen Tomas, Sture, Gösta und Erik Pettersson die Silbermedaille im Mannschaftszeitfahren. Wenige Wochen später wurden drei von ihnen in Montevideo mit Josef Ripfel (anstelle von Sture) Dritte in der Mannschaftsverfolgung bei der Bahn-WM. Im Zeitraum von 1963 bis 1968 gewann er drei nationale Titel im Mannschaftszeitfahren, das in Schweden zu dieser Zeit in Teams von drei Fahrern und über die Distanz von 50 Kilometern ausgetragen wurde.
Tomas Pettersson errang auch einige Einzelerfolge: Schon als Junior wurde er 1965 schwedischer Meister im Einzelzeitfahren und im Straßenrennen, nachdem er im Jahr zuvor den Titel im Mannschaftszeitfahren der Jugend gewonnen hatte. 1966 war er im Solleröloppet erfolgreich. 1968 wurde er schwedischer Meister im Einzelzeitfahren der Elite, startete bei den Olympischen Spielen in Mexiko-Stadt und wurde Siebter. Im Milk Race gewann er eine Etappe. Mit seinen drei Brüdern gelang es ihm 1968 als erster Vierermannschaft der Welt, eine Zeit unter zwei Stunden über die 100-Kilometerstrecke zu erreichen.
1970 trat Pettersson zu den Profis über und gewann im selben Jahr zusammen mit seinem Bruder Gösta den Trofeo Baracchi, 1971 wurden die beiden bei diesem Rennen Zweite und 1972 Dritte. Zweimal startete er bei der Tour de France, Platz 36 1970 war dabei sein bestes Ergebnis. Beim Giro d’Italia war er 1972 am Start und wurde 41. des Gesamtklassements. Zum Ende der Saison 1973 beendete er seine Laufbahn als Berufsfahrer.
Benannt wurden die Fåglum-Brüder nach einem Ortsteil von Vårgårda, wo sie aufwuchsen und für den „Fåglums Cykelklubb“ starteten. Tomas Pettersson nahm später wie zwei seiner Brüder (außer Gösta) zusätzlich den Nachnamen „Fåglum“ an, da der Name Pettersson in Schweden sehr häufig ist.